# Ngày lễ

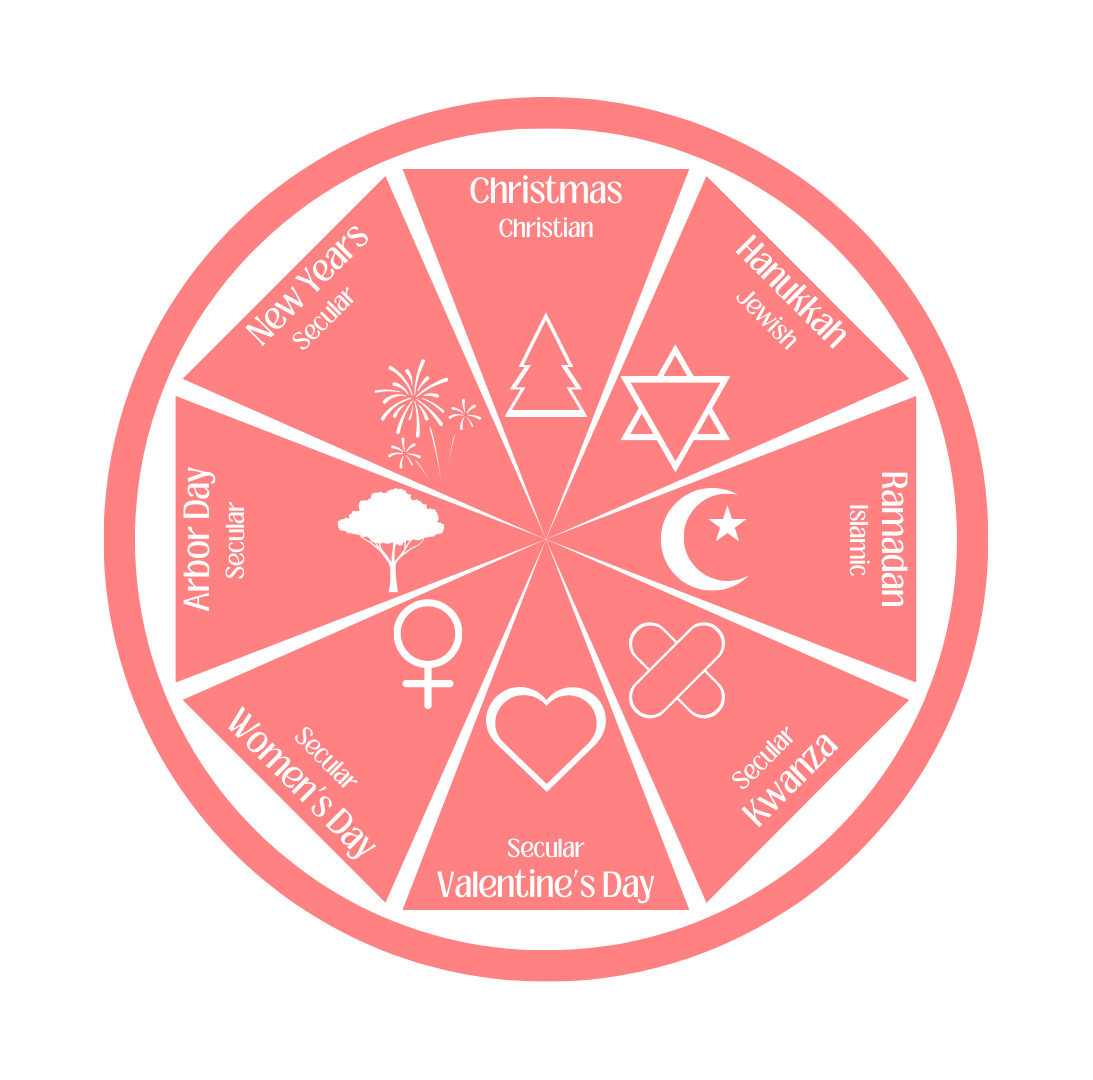
Biểu đồ thể hiện các biểu tượng và loại (tôn giáo/phi tôn giáo) của các ngày lễ khác nhau.

Ngày lễ (tiếng Anh: Holiday) là một ngày hoặc khoảng thời gian được dành riêng cho các hoạt động vui chơi, giải trí, kỷ niệm hoặc tôn vinh một sự kiện, nhân vật nào đó. Ngày lễ có thể được quy định bởi chính phủ, các tổ chức tôn giáo hoặc các nhóm, tổ chức khác.
Trong tiếng Anh Anh, từ "holiday" có nghĩa rộng hơn, bao hàm cả ngày nghỉ từ công việc và các ngày lễ theo chủ đề. Ngược lại, trong tiếng Anh Mỹ, từ "holidays" thường dùng để chỉ khoảng thời gian cụ thể từ Lễ Tạ ơn đến Năm mới.

## Chủ nghĩa thương mại
Từ cuối thế kỷ 19, các ngày lễ ở Hoa Kỳ đã bị cuốn vào một nền văn hóa tiêu dùng. Nhiều lễ hội dân sự, tôn giáo và dân gian đã được thương mại hóa, khiến các truyền thống bị định hình lại để phục vụ nhu cầu của ngành công nghiệp. Theo Leigh Eric Schmidt, sự phát triển của văn hóa tiêu dùng đã cho phép các ngày lễ phát triển thành cơ hội để tăng cường tiêu dùng công cộng. Các cửa hàng bách hóa, xuất hiện sau Nội chiến, đã trở thành biểu hiện không gian của chủ nghĩa thương mại, và các ngày lễ đã trở thành biểu hiện thời gian của nó. Thương mại hóa ngày lễ có những tác động tích cực và tiêu cực. Về mặt tích cực, nó đã góp phần thúc đẩy nền kinh tế và tạo ra nhiều việc làm. Tuy nhiên, về mặt tiêu cực, nó đã khiến các ngày lễ mất đi ý nghĩa văn hóa và tinh thần vốn có.